# Wake Up, Girls!
《Wake Up, Girls!》，簡稱《WUG》，是由Ordet和龍之子製作公司共同製作的原創偶像動畫，2014年1月10日開始播放電視動畫及公開上映劇場版《Wake Up, Girls! 七位偶像》。劇場版第2作於2015年9月及12月分上下篇公開，主導製作改由Ordet與Millepensee製作。原创网络动画《うぇいくあっぷがーるZOO!》开始龙之子不再参与，改为Ordet和STUDIO MORIKEN共同制作。
新電視動畫系列《Wake Up, Girls!新章》於2017年10月9日起東京電視台播出。除聲優不變外，動畫製作人員大幅變更，動畫監督由山本寬更換為板垣伸，製作公司由Ordet、Millepensee共同製作變更為Millepensee獨立製作，舞蹈動作變更為3DCG，下集預告中的真人角色變更為新組合Run Girls, Run!的三人。
劇場版的副標題、電視動畫的各話標題，大部分皆來自電影導演黑澤明執導的作品。但《うぇいくあっぷがーるZOO！》和《Wake Up, Girls!新章》則無此設定。

## 簡介
2012年9月10日，本作於日本東北地方正式發表並公開製作人員名單，7位主角将会从81 Produce和avex共同舉辦的選秀會中選出。同时宣布作品舞台定于受到东日本大震灾严重冲击的东北地方。
2013年7月28日，在「WONDERFUL HOBBY LIFE FOR YOU!!」活動中正式公開7名合格者，并组成声优组合「Wake Up, Girls!」，同时宣佈將於2014年初春開始播放電視動畫及將會製作劇場版動畫。
剧场版与电视动画版为连续故事。剧场版第一部描写Wake Up, Girls!如何建立并开始出道演出，电视动画版剧情紧接剧场版结局。续·剧场版（前后篇）虽然是电视动画的续作，但故事内容相对独立。
2014年10月开始在网络上播放动画短篇《うぇいくあっぷがーるZOO!》，2014年12月发表制作剧场版第二部将于2015年上映。随后于2015年9月上映续·剧场版（前篇）「青春之影」，同年12月上映续·剧场版（后篇）「Beyond the Bottom」。
2015年2月18日因參加東日本大震災東北地方災區的振興活動幫助加油打氣被評價，榮獲第9回聲優Awards特別賞。同年12月12日，在活动「Wake Up, Girls！Festa. 2015 Beyond the Bottom Extend」结尾处公布Wake Up, Girls!新企划启动，但未知是否指2017年的新动画《Wake Up, Girls！新章》。随后12月20日在宫城县发表新企划，包含新作短篇动画的合作项目「Wake Up, 宮城！触れ愛プロジェクトin台湾」正式公开，作为振兴宫城县旅游业活动的一环。
2016年12月11日，在活动「Wake Up, Girls！Festa. 2016 SUPER LIVE」的最后公布了《Wake Up, Girls！新章》全新动画即将在2017年播出。『新章』更换了原监督山本宽，由当时一同制作第一季电视动画第一季和续·剧场版的板垣伸就任新监督。同时新角色声优亦在第三回アニソンヴォーカルオーディション公开募集，最后在约2000名候选者中选出3名全新声优。于2017年7月30日的「WONDERFUL HOBBY LIFE FOR YOU!!26」中在公众面前亮相新组合「Run Girls, Run!」，同时宣布正式出道。

## 故事簡介

### Wake Up, Girls! 簡介
這是一個「偶像戰國」的時代，這是在這驚濤駭浪之中掙扎生存的7位少女「Wake Up,Girls!」的物語。
在東北仙台，某個瀕臨倒閉的弱小事務所Green Leaves娛樂公司，雖然旗下曾有多位魔術師、寫真偶像、占卜師，但現在最後一位仍在活動的藝人也終於辭職，事務所陷入了所屬藝人為零的危機狀況。 經過思考，事務所社長丹下決定推出一個偶像組合。經紀人松田雖然抱有不滿，但還是上街開始尋找「偶像原石」。在這時，松田和某個少女實現了必然的邂逅……

### Wake Up, Girls!新章 簡介
隶属于仙台的弱小艺能事务所“Green Leaves Entertainment”的WUG，历经挫折与经验，在“偶像祭典”当中击败国民级偶像组合“I-1club”，获得优胜。一跃成为顶级偶像……这么想着没过多久，受迫于发出“偶像经济不景气”这一呼声的这个时代、现实对她们来说没有那么简单。7人过着被脚踏实地的偶像活动所迫的每一天。另一方面，就读于仙台市中学的速志步、守岛音芽、阿津木一花3人，接连产生了对于偶像的憧憬…

## 登場人物

### 「Wake Up, Girls!」
「Wake Up, Girls!」简称「WUG」，在动画设定中，组合的名字来自于威猛乐队的Wham!。七名成员的姓氏均来自于黑泽明执导电影七武士中的角色,成员的名字取自声优名字的同音汉字。而生日等设定以声优为原型，每个成员均有代表色和代表动物。一开始建立时仅有6人，最后岛田真梦于第一次公演前加入。动画「新章」中，七名成员均在「タチアガレ莊」内共同生活。口号是「いくぞ！がんばっぺ！Wake Up, Girls! 」
（以下年龄为剧场版第一部出道时）
島田真夢（Shimada Mayu，聲：吉岡茉祐）
故事主角，昵称まゆしぃ，16歲。1997年11月7日出生。天蠍座。身高159cm。體重46kg。三圍B75，W57，H83。血型O型。兴趣是唱歌，喜欢的东西是小鸡，讨厌的东西是说谎。出身於東京都杉並區。家中有母亲和祖父母三人。
曾经是偶像團體「I-1」的初期成員及前Center。由于不满意原来I-1严格的人员筛选与白木冲突，而被丑闻陷害驱逐出I-1并移居仙台与母亲生活，双亲也因此离婚。但看见好友蓝里和其他WUG的人为偶像梦想而努力，重新恢复了成为偶像为人们带来幸福的希望而加入了WUG。作为前I-1偶像Center，综合能力在队伍中是最强的。于动画第一期中隐瞒过去的偶像经历而与其他队员产生矛盾，但在夏夜组织的合宿后解开心结并与其他队员坦白后和解。
代表色為紅色，象徵動物為獅子。
林田藍里（Hayashida Airi，聲：永野愛理）
15歲，昵称あいちゃん。1998年1月19日出生。魔羯座。身高155cm。體重45kg。三圍B77，W58，H85。血型O型。兴趣是烹饪，喜欢的东西是西点和蛋糕，讨厌的东西是蟑螂。老家拥有一间日式糕点店。出身於宮城縣仙台市。家中有父母和弟弟三人。
真夢的學校同學。在杂志中看到招募广告而参加试镜并通过。舞蹈和歌唱能力较弱，起初只是作为追星族而加入WUG，但自身没认真投入而曾被早坂相勸离，经过众人和自身的努力最终得以留下。
代表色為跟名字一樣的藍色，象徵動物為鯊魚。
片山實波（Katayama Minami，聲：田中美海）
14歲，昵称みにゃみ。1999年1月22日出生。水瓶座。身高150cm。體重40kg。三圍B72，W57，H84。血型A型。兴趣是民谣，喜欢的东西是红薯、好吃的食物、班戟，讨厌的东西是运动。出身於宮城縣石卷市。家中有父母和兄妹四人。
在成員中是作為妹妹的存在。食量很大，在仙台电视台的美食节目中很受欢迎。因为喜欢民谣所以歌唱能力很强，也曾获得东北民谣歌曲比赛冠军。
代表色為黃色，象徵動物為老虎。
七瀨佳乃（Nanase Yoshino，聲：青山吉能）
WUG的队长，16歲，昵称よっぴー。1997年5月15日出生。金牛座。身高159cm。體重44kg。三圍B74，W58，H82。血型A型。兴趣是滑雪，喜欢的东西是毛绒玩具，讨厌的东西是狡猾的人。出身於青森縣青森市，现在搬到仙台市居住。家中有父母和妹妹三人。
責任感強，完美主義者，有潔癖，冰山美人，本身也是时装模特出身，后来辞去原本的事务所加入Green Leaves。一开始对真梦隐瞒过去的经历感到不满，因此产生竞争意识。两人和解后感情变得非常好，动画中出现一同回家甚至同住一室的场景。发型一开始是长发，在续·剧场版前篇「青春の影」中剪成短发。「新章」中头发稍稍变长。
代表色為水藍色，象徵動物為北極熊。
久海菜菜美（Hisami Nanami，聲：山下七海）
13歲，昵称ななみん。1999年7月19日出生。巨蟹座。身高148cm。體重39kg。三圍B74，W50，H79。血型A型。兴趣是钢琴，喜欢的东西是光塚歌剧团，讨厌的东西是纳豆。出身於山形縣山形市。家中有父母二人，父亲在续·剧场版「Beyond the Bottom」中登场，母亲仅在漫画中出现。
最年輕的團員，家庭背景可能较好，對光塚歌劇團十分憧憬，想以Wake Up, Girls!為跳板，已经准备报读光塚歌剧团的艺术学校，在动画第一部中曾计划退出WUG，但在听过真梦的经历后决定全力参加偶像祭典而推迟一年报读。
在续·剧场版后篇「Beyond the Bottom」中受到父亲的话的影响，因为光塚歌剧团考试与WUG的偶像祭典在同一天因此只能退出WUG。在机场独自流泪确认自己心意后，在偶像祭典开演前再次在众人面前出现并回到WUG团队中。
代表色為紫色，象徵動物為野狼。
菊間夏夜（Kikuma Kaya，聲：奧野香耶）
副队长，18歲，七名成员中最年长，昵称かやたん。1995年3月1日出生。雙魚座。身高164cm。體重50kg。三圍B85，W59，H83。血型A型。兴趣是慢跑，喜欢的东西是喜剧，讨厌的东西是大海。出身於宮城縣氣仙沼市。
負責色氣與流行的角色，巨乳，常常是話題的中心，在團員中最為珍惜這段緣份的人。参加WUG前曾在饺子店打工，因为松田到店里招募以及看到杂志上的广告而去参加试镜。双亲在年幼时已经去世，一直以来由亲戚照顾。因东日本大震灾的原因搬仙台居住和上学。高中时曾加入田径部。幼年的伙伴也因震灾去世。
代表色為綠色，象徵動物為鱷魚。
岡本未夕（Okamoto Miyu，聲：高木美佑）
17歲，昵称みゅーちゃん。1995年9月8日出生。處女座。身高162cm。體重48kg。三圍B80，W60，H86。血型O型。兴趣是卡拉OK，喜欢的东西是偶像和炸鸡，讨厌的东西是印刷物。出身於宮城縣仙台市。家中仅有父亲。
喜歡跟隨流行的偶像御宅族，加入WUG前在女僕咖啡店打工，在店内是人氣很高的偶像宅。團員中的愛哭鬼，個性較為優柔寡斷。对谁都带着「です・ます」的口癖说话。
代表色為橘色，象徵動物為老鷹。

### GREEN LEAVES ENTERTAINMENT
松田耕平（Matsuda Kouhei，聲：淺沼晉太郎）
事務所經理人，在动画初期对艺能界几乎没有了解，甚至岛田真梦过去在I-1的经历也不知道。曾经在东京的三流大学以艺人为目标，失败后回到仙台。做事比较窝囊，但仍会尽力照顾WUG。在社長連夜潛逃後，曾頂任為社長，差点令接下风俗表演的WUG陷入困境而被顺子拯救。在动画中对早坂接管WUG后采用的严厉的手段多少有点不满。在续·剧场版前篇「青春の影」中展示出对业务越来越熟悉，在剧场版第一部中不会驾车的他在续·剧场版后篇中也充当司机为WUG全国宣传努力。
丹下順子（Tange Junko，聲：日高範子）
事務所社長，熊本县出身，血型AB型。在禁烟场所也能若无其事地吸烟。脾气略暴躁，手腕强硬，但广通人脉，擅长培养艺人偶像，曾捧红多名艺人进军东京。在Twinkle出道時幫了她們很多，因此與她們的關係很好。
在Wake Up, Girls!出道的前夕，欠下CD製作費和場地租賃費後，攜款潛逃。在動畫第2集发现耕平令WUG误入困境后重回事務所，但其帶走款項被男人在賭博中輸光，之后一直为WUG寻找很多增加名气的演出机会。
在续·剧场版后篇「Beyond the Bottom」中透露实际上当时携款潜逃是把资金全部拿去救助在东京重病的佐藤勝子。续·剧场版前篇「青春の影」中也有去看望在东京的医院戴着呼吸机的勝子的画面。
与「I-1club」的白木社长是旧识，在续·剧场版前篇中透露丹下于30年前是白木社长担任制作人的「Saint40」的成员之一。同时佐藤勝子亦是该团体的成员，在续·剧场版中丹下在白木社长手中拿到「Saint40」的旧照片。
早坂相（Hayasaka Tasuku，聲：鈴村健一）
活躍於世界的音樂製作人，與「I-1」俱樂部有合作關係。
在動畫第6集由于看中WUG的表演潜质而免費幫助WUG，但條件是暫時接管WUG，对WUG的训练也相当严格。每周到仙台对WUG成员进行体力或者基础训练等课程，并且要求WUG进行每月2次，每天3场的公演。之后对能力较弱的蓝里提出解雇，如果蓝里不同意的话将会解雇WUG全员。后来在蓝里和其他成员的坚持下撤回决定。为了让WUG在「偶像祭典2014」中出场创作了「極上スマイル」和决赛用的「7 Girls War」。
续·剧场版前篇中因为对在东京出道的WUG表现感到不满，拒绝参加新CD的录音工作和创作新曲。后通过经理人松田和电视节目了解到WUG在东京的事业并不顺利，回心转意建议WUG再次参加偶像祭典，并且创作了新曲「少女交響曲」，但偶像祭典上的决赛曲因早坂想了解WUG的真正实力而不参与创作。
在动画「新章」中透露过去曾经组建乐队「TasK'ill」，但因与其他成员产生矛盾而解散。现在为虚拟偶像玛琪娜X创作歌曲而陷于瓶颈期，第9话离开日本前往美国，离开前为WUG创作了新曲，但使用的前提是歌词由WUG成员填写。12话及最终话中透露他在背后促成了WUG巡演活动的最后一站及Wake Up，Idols活动。
佐藤勝子（Satou Katsuko，聲：佐久間レイ）
前Green Leaves所属艺人，艺名サファイヤ麗子。因为本人想前往东京发展所以从事务所辞职。
虽然初次登场在续·剧场版后篇「Beyond the Bottom」，但以宣传画形式出场则是在剧场版第一部「七位偶像」。
同前所述与丹下社长是旧识，被丹下社长称为「かっちゃん」，Saint40时代以幽灵写手的身份为Saint40创作歌曲，也因此大受欢迎且令Saint40获得金唱片奖。前往东京后因工作失败酗酒导致一度在生死边缘，后在丹下社长出资治疗下康复。
在剧场版中受到丹下社长的委托，在观看了WUG自主练习的舞蹈后创作了新曲「Beyond the Bottom」。偶像祭典决赛前重新加入事务所。
称呼丹下为「じゅんじゅん」，但丹下本人却不喜欢这个称呼。

### 「Run Girls, Run!」
在动画「新章」中登場、三人的少女组合。动画第8话中以见习生身份加入Green Leaves Entertainment，12话中由冈本未夕定下组合名「Run Girls, Run!」，出道曲 「カケル×カケル」由Twinkle提供。最终话在WUG巡演最后一站上演出。口号是「位置について，よーい どん！私たちRun Girls Runです」。
速志歩（Hayashi Ayumi，聲：林鼓子）
13歲，昵称はやまる。2003年5月15日出生。金牛座。身高150cm。體重40kg。三围B 74cm W 53cm H 82cm。血型A型。兴趣是画画，喜欢的东西是猫，讨厌的东西是数学。出身於宫城县仙台市。
性格沉着而开朗，一旦紧张就会脸红，自己也非常在意这一方面。实际上歌唱和舞蹈能力都不错。
守島音芽（Morishima Otome，聲：森嶋優花）
13歲，昵称もっち。2004年3月16日出生。双鱼座。身高148cm。體重41kg。三围B 75cm W 56cm H 82cm。血型A型。兴趣是摄影，喜欢的东西是卡拉OK，讨厌的东西是虫子。出身於宫城县仙台市。
从小就喜欢偶像，很有活力的WUG粉丝。三人组中的捣蛋鬼，虽然很擅长唱歌，但是舞蹈能力较低。
阿津木一花（Atsugi Itsuka，聲： 厚木那奈美）
13歲，昵称あっちゃん。2004年10月11日出生。天秤座。身高157cm。體重46kg。三围B 72cm W 56cm H 80cm。血型B型。兴趣是读书，喜欢的东西是舞蹈，讨厌的东西是番茄。出身於宫城县仙台市。
表面冷静，实际上有点天然呆，沉默寡言，舞蹈能力是三人当中最强的,另外也是I-1的粉丝。

### 「I-1 Club」
日本頂級的國民偶像團體。2010年一期生20人开始出道，2011年1月二期生加入共约50人，2012年1月三期生举办试镜会后共约150人，2013年1月四期生到2013年8月五期生选拔后扩展到约250人的规模。團體分為第一线的I-1、二线的I-2和三线的I-3并且可以隨時更換，所以競爭十分激烈。身兼总经理和公司社长的白木甚至会当场宣布解雇不合格的成员。成員的年齡層由中學生至20歲，範圍十分廣。座右铭是「不休息、不抱怨、不思考、时常感激」，整个I-1club采用类似军队的体制，成员登上杂志封面或举行个人活动的情况也非常多。在续·剧场版前篇「青春の影」中因为单曲CD销量跌破百万因此引起新center位置的竞争。登台前会由队长喊出口号：「誰よりも激しく！　誰よりも美しく！　誰よりも正確に！　I-1 club、行くぞ！」。以下為剧情主要角色。
近藤麻衣（Kondo Mai，聲：加藤英美里）
20歲，昵称まいまい。身高168cm。體重48kg，血型B型。兴趣是读书，喜欢的东西是胆色，讨厌的东西是弱小。出身於福岡縣。
「I-1」的一期生。帶領著兩百多位成員的領隊，同時也如嚴厲的鬼軍曹，比任何人都要重視著I-1那有如軍隊般的戒律。被大部分的成員所敬畏著。
动画「新章」中队长的位置被白木撤换。
吉川愛（Yoshikawa Megumi，聲：津田美波）
16歲，高中一年级，昵称よしめぐ。身高155cm。體重40kg，血型A型。兴趣是购物，喜欢的东西是猫，讨厌的东西是鱷梨。出身於東京都。
與真夢同期的「I-1」一期生，是真夢在「I-1」為數不多的朋友。在真夢離開「I-1」後仍與她透過電子郵件保持聯絡。在一線及二線間徘徊。
动画「新章」中由白木指名担任新队长，替换原队长麻衣。
相澤菜野花（Aizawa Nanoka，聲：福原香織）
19歲，大学二年级，昵称ナノカス。身高160cm。體重42kg，血型AB型。兴趣是睡觉，喜欢的东西是健康，讨厌的东西是尖锐的物件。出身於熊本縣。
「I-1」的二期生。戴著眼鏡。
因其奇特的言行十分引人注目，而有著「笨蛋番長」的稱號。不過其心思卻很難讓人猜透，对center的位置虎视眈眈。擅长收集情报，常常在休息的时候提供各种各样的话题。因为经常和麻衣、爱及志保在一起所以认得真梦。
鈴木萌歌（Suzuki Moka，聲：山本希望）
13歲，初中二年级，昵称もか。身高146cm。體重35kg，血型O型。兴趣和喜欢的东西是动画和游戏，讨厌的东西是马铃薯。出身於東京都。
「I-1」的四期生。与玲木玲奈并称「W鈴木」。
選拔成員中年紀最小的，並且被譽為「下任Center」的人才。在center争夺中成功从志保手中夺过center的位置。之后怀抱着振兴I-1club的想法，原本与年龄相应的天真烂漫消失无踪，蒂娜和玲奈对此十分担忧。
动画「新章」第4话中透露因脚伤无法出场演出，第8话中center位置被白木撤除。第12话中再次进入center选拔组。最终话成功夺回center位置，但片尾透露辞去center之位并宣布参加新偶像祭典。
鈴木玲奈（Suzuki Reina，聲：明坂聰美）
20歲，昵称れんれん。身高162cm。體重44kg，血型O型。兴趣是写诗，喜欢的东西是沐浴，讨厌的东西是乘坐交通工具特别是飞机。出身於愛知縣。
与萌歌同样是「I-1」的二期生。「W鈴木」之一，但與萌歌並非姐妹。
属于努力型的苦勞人，因此获得了團內頂尖派的歌唱功力。
小早川蒂娜（Kobayakawa Tina，聲：安野希世乃）
18歲，高中三年级，昵称てぃーな。身高165cm。體重45kg，血型O型。兴趣是水肺潜水，喜欢的东西是夏天，讨厌的东西是冬天。出身於埼玉縣。
「I-1」的三期生。義大利人與日本人的混血兒。
性感路線派。身材與時尚品味一流。
白木徹（Shiraki Tooru，聲：宮本充）
I-1 CLUB的總經理及製作人，为人冷酷，对I-1 CLUB犹如军事化式的偶像培养。总是抱着「在成为人之前是一名偶像」的强烈信念，如果旗下偶像不听指示或违反规定会毫不犹豫地解雇。
对以前「Saint40」的解散感到后悔，在续·剧场版前篇中与丹下社长的谈话少有地显露出冷血之外的表情。
动画「新章」中对「I-1」成员进行大幅度替换。最终话宣布重新举办偶像祭典。
黑川芹香（Kurokawa Serika，聲：秋奈）
动画第9话登场。「I-1」一期生，真梦的挚友。在「I-1」时代实力仅次于真梦。与真梦、志保一同担任center。私下与真梦和爱的关系也很好。因违反了恋爱禁止的规定而被迫离开，也成为了真梦离开I-1的诱因。退团后动向不明。
高科里佳（Takashina Rika，聲：上田丽奈）
漫画「リトルチャレンジャー Wake Up, Girls! -side I-1 club- 」的主角，I-1的五期生，因体型与志保相似因而被选为center替补。在续·剧场版后篇中登场，在志保移籍到「Next Storm」后升格为正式成员。
1998年1月17日出生，动画登场时17歳，血型A型。身高163cm、体重44kg。

### 「Next Storm」
从I-1club中分离、以福冈为据点活动的偶像团体，在志保移籍到福冈后开始活动。口号是「Next Storm，嵐を起こすそ！」
岩崎志保（Iwasaki Shiho，聲：大坪由佳）
原「I-1」成员，17歲，高中二年级，昵称しほっち。身高163cm。體重45kg，血型O型。兴趣是观看DVD，喜欢的东西是晴天，讨厌的东西是幽灵。出身於栃木縣。
與真夢同期的「I-1」一期生，並與真夢爭奪Center。在真夢因丑闻離開「I-1」後成為第二代Center，其後乘破竹之勢在「I-1」大躍進。
現實主義者，決定在弱肉強食的演藝界繼續打拼。縱使真夢退出I-1一樣視為競爭對手。
在续·剧场版前篇中因「I-1」单曲CD销量跌破百万，与萌歌争夺center的位置。在续·剧场版后篇中因销量不及萌歌被迫让出center之位，之后白木要求志保移籍到福冈并且组建新的团体「Next Storm」，离开前对center替补的里佳道歉。
动画「新章」中继续带领「Next Storm」在福冈活动，对真梦的态度有所缓和。第9话被白木从福冈召回东京。第12话因不接受白木提出解散「Next Storm」的决定，退出「I-1」并回到福冈独自带领「Next Storm」继续进行偶像活动。
水田绫（Mizuta Aya，聲：安济知佳）
从I-3移籍、与森名、藤崎同样对志保抱有憧憬之情。为了不拖能亚和日向子的后腿在努力中。特征是带着大小姐的说话方式和半长的黑发。
2001年12月22日出生，续·剧场版后篇中登场时13歳，血型A型。身高154cm，体重42kg。
森名能亚（Morina Noa，聲：高野麻里佳）
与水田同样从I-3移籍、与水田、藤崎同样对志保抱有憧憬之情。特征是垂眼角。似乎在烦恼吃太多的日式点心。
2002年2月22日出生，13歳。血型A型。发型是半长的栗色头发。身高150cm、体重43kg。
藤崎日向子（Hujisaki Hinako，聲：甘束まお）
与水田、森名同样对志保抱有憧憬之情。发型是双马尾，看上去对任何事情都十分积极，但是在学校中也有对数学不擅长的一面。
2001年12月3日出生，13歳。血型A型。身高150cm，体重39kg。

### 「Twinkle」
全國活躍的女性雙人組團體。多次举办全国巡回演出。双马尾的是卡莉娜，而短发的则是安娜。出道當時受到丹下社長的照顧，因此關係良好。在Wake Up, Girls!出道曲難產的情況下，为他们创作了「タチアガレ」和「16歳のアガペー」。续·剧场版后篇中丹下社长曾拜托他们为WUG再次创作新曲，但由于两人忙于准备演出而拒绝。动画「新章」第12话透露为新组合Run Girls, Run!创作了新曲。
卡莉娜（聲：戶松遙）

安娜（聲：花澤香菜）

### 「WUG」的家庭成员及其他相关人物
島田真理（聲：岛本须美）
真梦的母亲。与退出「I-1」的真梦一同回到仙台。因家庭变故及真梦退出「I-1」使得与真梦关系十分紧张。得知真梦重新开始偶像活动时表示强烈反对。之后与真梦和解，并且为女儿的偶像活动应援。
在小说版中透露曾经参加过「Saint40」的试镜却落选。
蓝里的父亲、母亲
在老家经营一家日式料理店。一方面对蓝里的偶像活动持自由态度，另一方面也对女儿的发展带着担心。电视动画第一期中对蓝里要退出WUG的行为表现出严厉的表情。之后劝说蓝里继续在WUG的偶像生涯。
矶川（聲：鈴木紀子）
实波经常去拜访的住在临时住房的老妇。是实波的演歌粉丝。对于实波加入WUG十分支持。在仙台电视台的WUG演出活动前因心脏病发入院治疗。
吉田和子（聲：龟井芳子）
夏夜的姑妈。在气仙沼市经营一家旅馆。替代早逝的夏夜双亲将夏夜抚养成人。之后在WUG合宿的时候在旅馆接待。
菜菜美的父亲
在续·剧场版后篇「Beyond the Bottom」中登场。某大型公司的社长。
对菜菜美在WUG的偶像工作持否定态度，要求菜菜美早日朝着本来的目标「光塚歌剧团」进发。
大田邦良（聲：下野紘）
住在仙台的偶像團體「I-1」的高級粉絲。很在意離開「I-1」的島田真夢，在网上对真夢的退出骂声一片的情况，仍坚持为真夢声讨。在公園看到有關Wake Up,Girls!演出的傳單上有島田真夢的名字後十分驚訝，也是在WUG出道演出中唯一一个喊安可的人。之后与其他WUG粉丝一起支持WUG，经常在家庭餐厅中举行粉丝聚会，而店员每次也会要求他们注意不要影响到别人的场景成为本作的固定剧情。在续·剧场版后篇「Beyond the Bottom」中与另外三名WUG粉丝设立了粉丝俱乐部。在动画「新章」中继续为WUG应援。
須藤（聲：中尾隆聖）
第1、2話登場，戴著眼鏡的短捲髮頭男性，将WUG骗入风俗演出中。第2話被发现是一個吹牛的製作人而被丹下暴打并要求退回表演费。
鈴木文明（聲：松本健太）
动画第3、4话登场，电视台的制作人之一。得知岛田真梦在仙台再次开展活动后，为了刺探真梦当时离开「I-1」的内幕，炮制了假策划借故到Green Leaves事务所采访。最后被丹下社长拆穿而赶了出去。
男鹿生鬼（聲：洞内爱、明石香織、小笠原早纪）
秋田县的女性三人偶像团体，成员分别是队长绢宫咲和队员六代阳子、风山唯。与WUG同样在偶像祭典东北地方预赛出场。跳舞时会穿上当地的传统服饰，演唱时则是脱掉外面的传统服饰换成水手服，另外也会使用溜溜球进行表演。说话带秋田腔（实际上是津轻腔）。
于电视动画第一部第10话正式登场。在偶像祭典东北地方预赛前对一同回家的真梦和佳乃进行挑衅，之后于预赛止步。
在续·剧场版后篇「Beyond the Bottom」中再次登场，并且邀请WUG到个人演出中作为嘉宾参与共演。亦再度参加偶像祭典。实力比起去年有了大幅度提高。但仍然不敌WUG在预赛中落败。
在动画「新章」中透露已经解散。11话中与未夕偶遇后得知解散原因是事务所倒闭。现在以自由身身份一边打工一边举办演出。在演出的宣传单上得知他们代表东北地区参加了2016年偶像祭典。最终话接受WUG的邀请参加全国巡演最后一站的Wake Up Idols活动。
加尔洛斯鸭田（聲：岛崎信长）
与续·剧场版前篇中登场。著名音乐公司bvex当中负责A&R业务的工作人员。注意到了在偶像祭典2014上WUG的表演，之后打电话联络Green Leaves向其伸出橄榄枝并提出签约一年。
说话带有各种业界用词及仿佛演讲一般的语气。在成功发行「7 Girls War」之后曾再次请求早坂为WUG创作新曲但遭到拒绝。随后因WUG的第二张单曲「素顔でKISS ME」销量不佳，将WUG各成员的演出活动大幅削减。
在续·剧场版后篇中得知早坂为WUG创作了「少女交響曲」后想再次推出新单曲，因为WUG需要用「少女交響曲」参加偶像祭典2015所以没有成功。但是他也同意了松田“想以bvex旗下艺人身份展开更注重独立性的活动”的请求。
玛琪娜X（聲：三森铃子）
在动画「新章」中登场的虚拟偶像。在11话中正式出道，于片尾透露了成功收购仙台体育场并在圣诞节当天举行演出。最终话中透露将以虚拟偶像身份参加新偶像祭典。

## 電視動畫

### 第1期
2014年1月至3月在東京電視網首播，全12話。2015年紀念公開決定製作劇場版續篇，於同年4月至6月又在東京電視網重播。

#### 製作人員
第1期
- 原作：Green Leaves
- 原案、導演：山本寬[5]
- 系列構成、編劇：待田堂子
- 角色設計、總作畫監督：近岡直[5]
- 色彩設計：辻田邦夫
- 美術監督：田中孝典
- 攝影監督：石黑晴嗣
- CG監督：濱村敏郎
- 編輯：奧田浩史
- 音響監督：菊田浩已
- 音樂：神前曉（MONACA）[5]
- 音樂監製：村上貴志
- 音樂製作：DIVE II entertainment
- 監製：田中宏幸、矢橋清志、田中聰、菅沼正浩、清水美佳、藤森裕、吉澤隆、菊地等、高篠秀一
- 動畫監製：藤尾勉
- 總製作監製：竹内宏彰
- 動畫製作：Ordet×龍之子製作公司[5]
- 製作：Wake Up, Girls!製作委員會[5]（愛貝克思娛樂、龍之子製作公司、Good Smile Company、東京電視台、AT-X、學研出版、東寶、SEGA、創通）

#### 主題曲
第1期
片頭曲
（TV版第1－2話、第3、6話劇中曲）
作詞：辛矢凡，作曲、編曲：神前曉，主唱：Wake Up, Girls!
「7 girls war」（TV版第3－12話、BD版第1－12話、第11、12話劇中曲）
作詞：辛矢凡，作曲：神前曉、田中秀和，編曲：田中秀和，主唱：Wake Up, Girls!
片尾曲

作詞：只野菜摘，作曲、編曲：岡部啟一，主唱：Wake Up, Girls!

#### 劇中曲
第1期
（第1話）
作詞：辛矢凡，作曲、編曲：田中秀和
主唱：I-1 CLUB（岩崎志保（大坪由佳）、近藤麻衣（加藤英美里）、吉川愛（津田美波）、相澤菜野花（福原香織）、鈴木萌歌（山本希望）、鈴木玲奈（明坂聰美）、小早川蒂娜（安野希世乃））
（第2話）
作詞：畑亞貴，作曲、編曲：田中秀和（MONACA），主唱：岡本未夕
（第5話）
作詞：只野菜摘，作曲、編曲：廣川惠一（MONACA），主唱：Wake Up, Girls!
（第5話）
作詞：只野菜摘，作曲、編曲：田中秀和（MONACA），主唱：I-1 CLUB
「DATTE」（第5、6話）
作詞：只野菜摘，作曲、編曲：廣川惠一（MONACA），主唱：小早川蒂娜 from I-1 CLUB
（第6、8話）
作詞：只野菜摘，作曲、編曲：高橋邦幸（MONACA），主唱：光塚歌劇團
（第8、10、11話）
作詞：只野菜摘，作曲、編曲：田中秀和（MONACA）
主唱（第8、10話）：Wake Up, Girls!
主唱（第11話）：I-1 CLUB

#### 各話列表
| 話數   | 日文標題 | 中文標題         | 出自黑澤明執導的作品 | 劇本     | 分鏡                | 演出                                  | 作畫監督                                                      | 總作畫監督      | 首播日期      |
| 第1期  | 第1期    | 第1期            | 第1期                | 第1期    | 第1期               | 第1期                                 | 第1期                                                         | 第1期           | 第1期         |
| ------ | -------- | ---------------- | -------------------- | -------- | ------------------- | ------------------------------------- | ------------------------------------------------------------- | --------------- | ------------- |
| 第1話  |          | 寧靜的起動       | 靜靜的決鬥           | 待田堂子 | 山崎雄太            | 山崎雄太                              | 宍戶久美子、高瀨 小林惠祐                                     | 近岡直          | 2014年1月10日 |
| 第2話  |          | 踏上舞台的少女們 | 踏虎尾的男人         | 待田堂子 | 江島泰男            | 有富興二                              | 持田志乃、原修一 相田誠、保村成 星野真澄、吉田伊久雄 中野良一 | 近岡直          | 2014年1月17日 |
| 第3話  |          | 最溫柔的         | 最美                 | 待田堂子 | 高橋幸雄            | 高橋幸雄                              | 南伸一郎、島田英明                                            | 近岡直 後藤圭佑 | 2014年1月24日 |
| 第4話  |          | 醜聞             | 醜聞                 | 待田堂子 | 藤澤俊幸            | 清水明                                | 內原茂、服部憲知                                              | 近岡直 後藤圭佑 | 2014年1月31日 |
| 第5話  |          | 是天國或是地獄   | 天國與地獄           | 待田堂子 | 小俣真一            | 有富興二、榎本守 橋口洋介、山本寬     | 石原惠治、中山龍 榎戶駿、今岡律之 桂憲一郎、普津澤時衛門      | 近岡直 後藤圭佑 | 2014年2月7日  |
| 第6話  |          | 還差得遠呢       | 一代鮮師             | 待田堂子 | 大原實              | 加藤顯                                | 清水博幸、新妻瑠維                                            | 近岡直 後藤圭佑 | 2014年2月14日 |
| 第7話  |          | 美好的同伴們     | 美好的星期天         | 待田堂子 | 伊藤良太            | 佐佐木勅仁、野木森達哉 小林惠祐       | 桂憲一郎、榎戶駿 今岡律之、小林惠祐                           | 近岡直 後藤圭佑 | 2014年2月21日 |
| 第8話  |          | 混亂             | 亂                   | 待田堂子 | 高橋幸雄            | 所俊克                                | 南伸一郎、島田英明 清水勝祐、青木真理子 鵜池一馬              | 近岡直 後藤圭佑 | 2014年2月28日 |
| 第9話  |          | 在此生存         | 生之慾               | 待田堂子 | 中山奈緒美 杉村苑美 | 有富興二 中山奈緒美                   | 竹森由加、深澤謙二 今岡律之、普津澤時衛門                     | 近岡直 後藤圭佑 | 2014年3月7日  |
| 第10話 |          | 登龍門           | 羅生門               | 待田堂子 | 板垣伸              | 島崎奈奈子                            | 阿部可奈子、龜田霰                                            | 近岡直 後藤圭佑 | 2014年3月14日 |
| 第11話 |          | 偶像狂詩曲       | 八月狂詩曲           | 待田堂子 | 山崎雄太            | 山崎雄太 小林惠祐                     | 柳澤正秀、中山龍 榎戶駿、後藤圭祐                             | 近岡直          | 2014年3月21日 |
| 第12話 |          | 這一瞬間我不後悔 | 我於青春無悔         | 待田堂子 | 山本寬 中山奈緒美   | 山本寬、有富興二 伊藤祐毅、中山奈緒美 | 桂憲一郎、石原惠治 普津澤時衛門、今岡律之                     | 近岡直          | 2014年3月28日 |

#### 播放電視台
日本深夜動畫：下文記載的日本国内播放時間使用日本標準時間（UTC+9）表示。因為部分時間标识會採用30小时制，因此請留意这类超过24:00的时间，其實際播放時間為翌日清晨。
| 播放地區   | 播放電視台             | 播放日期               | 播放時間（UTC+9）          | 所屬聯播網 | 備註   |
| 第1期      | 第1期                  | 第1期                  | 第1期                      | 第1期      | 第1期  |
| ---------- | ---------------------- | ---------------------- | -------------------------- | ---------- | ------ |
| 關東廣域圈 | 東京電視台             | 2014年1月10日－3月28日 | 星期五 25時23分－25時53分  | 東京電視網 |        |
| 愛知縣     | 愛知電視台             | 2014年1月10日－3月28日 | 星期五 26時05分－26時35分  | 東京電視網 |        |
| 大阪府     | 大阪電視台             | 2014年1月11日－3月29日 | 星期六 26時30分－27時00分  | 東京電視網 |        |
| 宮城縣     | 仙台放送               | 2014年1月12日－3月30日 | 星期日 25時15分－25時45分  | 富士電視網 |        |
| 日本全域   | NICO LIVE 放送         | 2014年1月13日－3月31日 | 星期一 24:00 - 24:30       | 網絡電視   |        |
| 日本全域   | NICO CHANNEL           | 2014年1月13日－3月31日 | 星期一 24:30 更新          | 網絡電視   |        |
| 日本全域   | AT-X                   | 2014年1月14日－4月1日  | 星期二 23時00分－23時30分  | 衛星電視   | 有重播 |
| 日本全域   | 萬代頻道               | 2014年1月19日－4月13日 | 星期日 12時00分 更新       | 網絡電視   |        |
| 日本全域   | NTT docomo Anime Store | 2014年1月26日－4月13日 | 星期日 12時00分 更新       | 網絡電視   |        |
| 熊本縣     | 熊本放送               | 2014年2月23日－5月18日 | 星期日 25時50分 - 26時20分 | 日本新聞網 |        |
| 岩手縣     | IBC岩手放送            | 2014年4月5日－6月28日  | 星期六 6:00 - 6:30         | 日本新聞網 |        |
| 奈良縣     | 奈良電視台             | 2014年4月18日－7月4日  | 星期五 25:35 - 26:05       | 獨立UHF局  |        |

### 新章
於2017年10月播出。
第一话播放后，前作监督山本宽（作词时使用「辛矢凡」名义）对剧中使用的『タチアガレ！』『7 Girls War』等歌曲却没有注明作词人等行为，在对东京电视台做出的回答无法表示满意后，10月17日在博客上发表不承认一切擅自使用自己作词的歌曲的行为，并且表示会采用法律手段。另外也在Twitter上向avex的CEO松浦胜人直接发送信息。但直到数日后制作委员会方面也没有做出任何回应，而山本宽方面也没有采取任何行动。之后在各种活动中如「Run Girls, Run！ ショーケースイベント 位置についてよーいドン！Vol.2」和「ANIMAX MUSIX 2017 YOKOHAMA」等山本宽的歌曲也在现场如常播放。

#### 製作人員（新章）
- 原作、劇本：Green Leaves
- 導演：板垣伸
- 人物原案：近岡直
- 人物設定、間接動畫師：菅原美幸
- 服裝設定：原田幸枝
- 色彩設定：山上愛子、長岡純子（第2話－）
- 美術指導：海野
- 撮影指導：春原幸子、川田敏寛
- CG製作人：松浦裕曉
- 剪輯：長谷川舞
- 音效指導：菊田浩巳
- 音樂：神前曉、MONACA
- 音樂製作：DIVE II entertainment（日语：エイベックス・ピクチャーズ）
- 音樂製作人：村上貴志
- 製作人：田中宏幸、榎本廣樹、菅澤正浩、清水美佳、田中聰、中島真理子、門屋大輔、吉澤隆、松村俊輔、宮城惣次、荒木重則、瀨戶優、百田英夫
- 動畫製作人：白石直子、播摩優
- 動畫製作：Millepensee
- 製作：Wake Up, Girls！3製作委員會

#### 主題曲
片頭曲「7 senses」
作詞：只野菜摘，作曲、編曲：田中秀和，主唱：Wake Up, Girls!
片尾曲
作詞：只野菜摘，作曲、編曲：岡部啟一，主唱：Wake Up, Girls!
劇中曲
（第2話）
作詞、作曲、編曲：廣川惠一，主唱：
「DREAM」（第3話）
作詞：吉田詩織，作曲、編曲：水島康貴，主唱：Noda Akiko、金子麻友美
（第5話）
作詞：只野菜摘，作曲、編曲：廣川惠一，主唱：I-1club
（第5話）
作詞：辛矢凡，作曲、編曲：帆足圭吾，主唱：Next Storm
（第5話）
作詞、作曲：吉田詩織，編曲：久下真音，主唱：美月與陽子
（第6話）
作詞：只野菜摘，作曲、編曲：高橋邦幸，主唱：Wake Up, Girls!
（第6、9話）
作詞：只野菜摘，作曲、編曲：田中秀和，主唱：Wake Up, Girls!
「少女交響曲」（第8話）
作詞：辛矢凡，作曲、編曲：田中秀和，主唱：Wake Up, Girls!
「7 Girls War」（第8、11話）
作詞：辛矢凡，作曲：神前曉、田中秀和，編曲：田中秀和，主唱：Wake Up, Girls!
（第9話）
作詞：松田惠理子，作曲、編曲：久下真音，主唱：Wake Up, Girls!
「HIGAWARI PRINCESS」（第9、10話）
作詞：只野菜摘，作曲、編曲：廣川惠一
主唱（第9話）：Wake Up, Girls!
主唱（第10話）：片山實波、久海菜菜美
（第9、11、12話）
作詞：辛矢凡，作曲、編曲：神前曉，主唱：Wake Up, Girls!
「無限大ILLUSION 2017」（第11話）
作詞：吉田詩織，作曲、編曲：立山秋航，主唱：男鹿生鬼
「Glossy World」（第11話）
作詞：，作曲：山田高弘，編曲：ArmySlick，主唱：瑪琪娜X
「Polaris」（第12話）
作曲、編曲：田中秀和，作詞、主唱：Wake Up, Girls!

#### 各話列表（新章）
| 話數   | 日文標題 | 中文標題                     | 劇本       | 分鏡            | 演出            | 作畫監督                   |
| ------ | -------- | ---------------------------- | ---------- | --------------- | --------------- | -------------------------- |
| 第1話  |          | 我們是Wake Up, Girls！       | 松田惠里子 | 板垣伸          | 田邊慎吾 板垣伸 | 菅原美幸                   |
| 第2話  |          | 這裡就是我們的家             | 松田惠里子 | 板垣伸          | 白石道太        | 菅原美幸                   |
| 第3話  |          | 馬尾辮是本體                 | 松田惠里子 | 村田光 板垣伸   | 田邊慎吾        | 菅原美幸                   |
| 第4話  |          | 感到好吃時就美味喵！         | 松田惠里子 | 板垣伸 田邊慎吾 | 田邊慎吾        | 菅原美幸                   |
| 第5話  |          | 做著同樣的夢                 | 松田惠里子 | 板垣伸          | 田邊慎吾        | 菅原美幸                   |
| 第6話  |          | 1個人也是WUG！7個人也是WUG！ | 松田惠里子 | 板垣伸          | 田邊慎吾        | 菅原美幸                   |
| 第7話  |          | 特別篇 WUGBAN！新章          | 不適用     | 不適用          | 不適用          | 不適用                     |
| 第8話  |          | 越是痛苦越要笑容             | 松田惠里子 | 板垣伸 田邊慎吾 | 田邊慎吾        | 菅原美幸                   |
| 第9話  |          | 相信自己正在前進             | 松田惠里子 | 板垣伸          | 田邊慎吾        | 菅原美幸                   |
| 第10話 |          | 說到WUG！的話……？            | 松田惠里子 | 板垣伸          | 田邊慎吾        | 菅原美幸                   |
| 第11話 |          | 長出新芽！                   | 松田惠里子 | 板垣伸          | 田邊慎吾        | 菅原美幸                   |
| 第12話 |          | 我們能做的                   | 松田惠里子 | 板垣伸          | 田邊慎吾        | 菅原美幸 吉田智裕          |
| 最終話 |          | 向着光明的方向               | 松田惠里子 | 板垣伸          | 田邊慎吾        | 菅原美幸 吉田智裕 內田利明 |

#### 播放平台（新章）
日本深夜動畫：下文記載的日本国内播放時間使用日本標準時間（UTC+9）表示。因為部分時間标识會採用30小时制，因此請留意这类超过24:00的时间，其實際播放時間為翌日清晨。
| 播放地區   | 播放電視台 | 播放日期                    | 播放時間（UTC+9）         | 所屬聯播網 | 備註                                   |
| ---------- | ---------- | --------------------------- | ------------------------- | ---------- | -------------------------------------- |
| 關東廣域圈 | 東京電視台 | 2017年10月9日－2018年1月7日 | 星期一 26時05分－26時35分 | 東京電視網 | 最終回播出2018年1月7日星期日深夜27：05 |
| 宮城縣     | 仙台放送   | 2017年10月10日－            | 星期二 26時00分－26時30分 | 富士電視網 |                                        |
| 日本全域   | AT-X       | 2017年10月11日－            | 星期三 23時30分－24時00分 | 衛星電視   | 有重播                                 |
| 熊本縣     | 熊本放送   | 2017年10月12日－            | 星期四 26時05分－26時35分 | 日本新聞網 |                                        |

| 網路播放日期    | 網路播放時間         | 播放網路平台     | 備註           |
| --------------- | -------------------- | ---------------- | -------------- |
| 2017年10月9日 - | 星期一 26時05分 更新 | 愛奇藝           | 有簡體字幕顯示 |
|                 |                      | bilibili、優酷網 | 有簡體字幕顯示 |

## 劇場版

### 劇場版第1作「七位偶像」
本作於2014年1月10日在日本進行13屏的小規模上映，上映4天票房約只有1000萬日元。上映首日动画本篇的开头部分在niconico直播上免费放送，余下部分则是付费观看。另外利用Crunchyroll、Tudou·Youku等视频网站，在上映第一天向全球108个国家地区同时开始网络播放。2015年11月27日开始在Youtube上免费播放。这也是世界上首次采用这种播放方式。
故事主要講述偶像團體“Wake Up, Girls!”的組建過程，是電視動畫版故事的前篇。部分與之後的電視動畫版製作人員相同。其副標題來自黑澤明的作品《七武士》。

#### 製作人員
- 分鏡：山本寬
- 演出：久保田雄大、有富興二、榎本守、山本寬
- 作畫監督：小林惠祐、後藤圭佑、川島尚、西村廣、櫻井正明、橋本正則、石原惠治
- 色彩設計：辻田邦夫
- 色彩指定：莊司詩織
- 上色檢查：莊司詩織、河合真理子、青山遙、清田直美
- 服裝設計：川妻智美、澤田知世、中田知里
- 美術設定：井伊篤
- 數碼影像監修：吉浦康裕
- 製作協力：LIDENFILMS、Chaos Project、Millepensee
- 製作：齊藤淳、勝股英夫、田中修一郎、安藝貴範、平岡利介、山田昇、增山敬祐、古澤佳寬、佐佐木繪美、難波秀行
- 配給：東寶影像事業部

#### 主題曲

作詞：辛矢凡，作曲、編曲：神前曉，主唱：Wake Up, Girls!

#### 插曲

作詞：只野菜摘，作曲、編曲：廣川惠一，主唱：I-1 CLUB

作詞：辛矢凡，作曲、編曲：田中秀和，主唱：I-1 CLUB

作詞：辛矢凡，作曲、編曲：神前曉，主唱：島田真夢

### 劇場版第2作「Wake Up, Girls! 續·劇場版」
2014年12月14日釋出預告片，製作人員變更由Ordet與millepensee共同製作。並分前篇與後篇，2015年9月公開前篇，後篇於同年12月公開。
2015年3月19日為紀念粉丝俱乐部成立，標題命名「Wake Up, Derby!」採2部構成發表。
2015年6月30日，公佈劇場版前篇的主題曲為「少女交響曲」。而后篇的主题曲为「Beyond the Bottom」。
续·剧场版前篇时间线紧接电视动画版最终回，约2014年冬天至2015年仲夏之间，讲述WUG众人因「7 Girls War」一曲受到东京娱乐公司bvex青睐而在东京正式地表出道，本来以为能在东京顺利发展的WUG却渐渐迎来大危机。
续·剧场版后篇则是描写2015年仲夏到年末之间，在东京活动失败的WUG回到仙台重振旗鼓，在诸位的帮助下举行全国巡回并参加偶像祭典2015，最终成功获得了优胜。

#### 製作人員
- 原作：Green Leaves
- 原案、導演：山本寬
- 編劇、構成：待田堂子
- 角色設定、總作畫監督：近岡直
- 角色設定協力：U.G.E.（後編）
- 音樂：神前曉、MONACA
- 副監督：山崎雄太（後編）
- 動畫導演：山崎雄太（前編）、小林惠祐（前編）
- 舞蹈主動畫師：杉浦英之、平松棹史（後編）、近岡直（後編）、澤田知世（後編）
- 服裝設計：澤田知世、小島大和、松嶌舞夢、小林圭祐、川妻智美、中田知里、谷口宏美
- 色彩設定：辻田邦夫
- 美術監督：田中孝典
- 攝影監督：岩井和也
- CG監督：濱村敏郎
- 編集：坪根健太郎
- 音樂製作：DIVE II entertainment（日语：エイベックス・ピクチャーズ）
- 動畫監制：白石直子
- 製作顧問：板垣伸（後編）
- 制作協力：project No.9（前編）、AIC（前編）、ZERO-G（後編）
- 動畫製作：Ordet X millepensee
- 配給：東寶映像事業部
- 製作：Wake Up, Girls! 2 製作委員會（愛貝克思映畫、龍之子製作公司、東京電視台、AT-X、Ultra Super Pictures、Good Smile Company、東寶、LAWSON HMV 娛樂、HiroshiPlanning）

#### 主題曲
「少女交響曲」（前篇）
作詞：辛矢凡，作曲、編曲：田中秀和（MONACA），主唱：Wake Up, Girls!
「Beyond the Bottom」（後篇）
作詞：辛矢凡，作曲、編曲：田中秀和（MONACA），主唱：Wake Up, Girls!

#### 插曲

##### 前篇
「素顔でKISS ME」
作詞 - 只野菜摘 / 作曲 - 田中秀和 / 編曲 - 廣川惠一 / 主唱 - Wake Up, Girls!
「運命の女神」
作詞 - 只野菜摘 / 作曲・編曲 - 廣川惠一 / 主唱 - I-1 Club Team S
「Regain Brave」
作詞 - 吉田詩織 / 作曲・編曲 - 神保トモヒロ / 主唱 - 木高ゆみ
「End of endless」
作詞 - 吉田詩織 / 作曲 - 末岡史靖 / 編曲 - 立山秋航 / 主唱 - mip'o
「Go for it!」
作詞 - 只野菜摘 / 作曲・編曲 - 夏目悠一郎 / 主唱 - ホットドッグ

##### 後篇
「少女交響曲」
作詞 - 辛矢凡 / 作曲・編曲 - 田中秀和 / 主唱 - Wake Up, Girls!
「タチアガレ!」
作詞 - 辛矢凡 / 作曲・編曲 - 神前曉 / 主唱 - Wake Up, Girls!
「止まらない未来」
作詞 - 只野菜摘 / 作曲・編曲 - 廣川惠一 / 主唱 - I-1 Club
「レザレクション」
作詞 - 辛矢凡 / 作曲・編曲 - 帆足圭吾 / 主唱 - ネクストストーム
「if you were godness」
作詞・作曲・編曲 - Noda Akiko / 主唱 - 佐藤勝子（サファイア麗子）
「無限大　ILLUSION」
作詞 - 吉田詩織 / 作曲・編曲 - 立山秋航 / 主唱 - 男鹿なまはげーず

#### 各篇製作人員
|      | 篇名                              | 分鏡                                             | 演出                                       | 作畫監督                                                                                                | 作畫監督協力                                                      | 公開日         |
| ---- | --------------------------------- | ------------------------------------------------ | ------------------------------------------ | --- | ----------------------------------------------------------------- | -------------- |
| 前篇 | Wake Up, Girls! 青春之影          | 山本寬 山崎雄太 （分鏡修正：三宅舞子、渡邊政治） | 山崎雄太、有富興二 渡邊政治、村田光 山本寛 | 小林惠祐、今岡律之、柳瀨譲二 原奏也、永川桃子、澤田知世 小島大和、小松達彦                              | 林明日香、普津澤時衛門、村上龜之介 杉浦英之、三宅舞子、小林史緒里 | 2015年9月25日  |
| 後篇 | Wake Up, Girls! Beyond the Bottom | 山本寬 山崎雄太 渡邊政治                         | 村田光、白石道太 山崎雄太、高田雅博 山本寛 | 林明日香、木野下澄江、藤田正幸 渡邊和夫、三宅舞子、中野祐希 杉浦英之、糸井惠、是本晶 澤田知世、小松達彦 | 宮村明、菅原美幸、林信秀 豊島英太、田村尚寬、吉田智裕             | 2015年12月11日 |

## OVA
『Wake Up, Girls! 相遇的记录』是2013年12月29日于秋叶原UDX举办的活动上贩卖的前售券附赠DVD内的附属内容，包含约6分钟长度的未使用短篇动画。
动画内容是关于WUG的六位成员（除岛田真梦外）的试镜内容，另外也有岛田真梦在试镜现场门外出现的场景。本短篇动画之后作为特典影像包含在BD第六卷中。

### 制作人员 (OVA)
- 脚本 - 山本宽
- 分镜・演出 - 山崎雄太
- 总作画监督 - 近岡直

## 网络动画
『うぇいくあっぷがーるZOO!』是『Wake Up Girls!』的联动短篇动画。简称『WUGZOO！』
2014年8月10日公布，9月5日试看版在Youtube上放送。10月22日开始dアニメストア、Bandai-Channel、J:COMオンデマンド、ビデオパス、U-NEXT、RakutenShowtime、TSUTAYA TV、Gyao!ストア、DMM、ビデオマーケット、GyaO!、ニコニコチャンネル上正式播放。共10话，2015年2月25日播放完毕。
动画中Wake Up Girls！以各自的动物形象设定登场。故事舞台设定在赞助商之一的仙台市八木山动物园。

### 登場人物（WUGZOO!）
マユ
声 - 吉岡茉祐
アイリ
声 - 永野愛理
ミナミ
声 - 田中美海
ヨシノ
声 - 青山吉能
ナナミ
声 - 山下七海
カヤ
声 - 奥野香耶
ミユ
声 - 高木美佑
松田饲养员
声 - 浅沼晋太郎
丹下园长
声- 日高範子

### 制作人员（WUGZOO!）
- 原作 - Green Leaves
- 监修 - 山本宽・待田堂子
- 监督 - 森井 健史郎
- 脚本 - 森井 健史郎、松田恵里子、岡篤志、關根聪子
- 人物设定・作画监督 - 宮嶋星矢
- 音响监督 - 菊田浩巳
- 音乐 - MONACA、立山秋航
- 音乐制作人 - 村上貴志
- 音乐制作 - DIVE II entertainment
- 编集 - STUDIO MORIKEN
- 制片人 - 田中宏幸、矢橋清志、田中聡、菅沢正浩、清水美佳、吉澤隆、菊地等
- 动画监制 - 竹内宏彰
- 动画制作 - Ordet、STUDIO MORIKEN
- 製作 - うぇいくあっぷがーるZOO!制作委员会

### 主題曲（WUGZOO!）
片尾曲「ワグ・ズーズー」
作詞 - 只野菜摘 / 作曲・編曲 - 高橋邦幸 / 歌 - Wake Up, Girls!

### 各话列表（WUGZOO!）
| 集数   | 副标题 | 脚本                                   | 分镜     | 演出     | 播放时间                                   |
| ------ | ------ | -------------------------------------- | -------- | -------- | ------------------------------------------ |
| 第1話  |        | 松田恵里子 関根聡子 岡篤志 森井 健史郎 | 衣谷     | 衣谷     | 2014年 9月5日（试看版） 10月22日（正式版） |
| 第2話  |        | 松田恵里子                             | 衣谷     | 衣谷     | 10月22日                                   |
| 第3話  |        | 関根聡子                               | 宮嶋星矢 | 宮嶋星矢 | 11月5日                                    |
| 第4話  |        | 関根聡子                               | 衣谷     | 衣谷     | 11月19日                                   |
| 第5話  |        | 関根聡子                               | 藤森蒼   | 藤森蒼   | 12月3日                                    |
| 第6話  |        | 関根聡子                               |          |          | 12月17日                                   |
| 第7話  |        | 岡篤志                                 | 宮嶋星矢 | 宮嶋星矢 | 2015年 1月14日                             |
| 第8話  |        | 岡篤志                                 | 衣谷     | 衣谷     | 1月28日                                    |
| 第9話  |        | 松田恵里子                             | 宮嶋星矢 | 宮嶋星矢 | 2月11日                                    |
| 第10話 |        | 森井健史郎                             | 衣谷     | 衣谷     | 2月25日                                    |

## Wake Up, Miyagi！亲触之旅
为振兴宫城县观光业，以宣传宫城县为目的的联动计划。最初在台湾开展宣传并播放新作短篇动画。2016年3月31日Youtube上正式公开WUG和WUGZOO中各人物介绍宫城县不同景点的短篇动画（Wake Up,Girls!篇全长7分钟、うぇいくあっぷがーるZOO!篇全长9分20秒）。另外手机App舞台めぐり也开展了名为「Wake Up,Girls! Another Real」的商业联动，在宫城县的著名景点打开App后就能听见由WUG各成员朗读的广播剧。

### Wake Up, Girls！の宮城PRやらせてください！制作人员
- 原作 - GreenLeaves
- 总监督・脚本 - 山本宽
- 监督・分镜・演出 - 山崎雄太
- 人物设定・总作画监督 - 近岡直
- 色彩设计 - 辻田邦夫
- 美術监督 - 田中孝典
- 撮影监督 - 岩井和也
- 編集 - 坪根健太郎
- 音响监督 - 菊田浩巳
- 音乐 - 神前晓、MONACA
- 音乐制作人 - 村上貴志
- 音乐制作 - DIVE II entertainment
- 制作人 - 田中宏幸、矢崎清志、菅沢正浩、清水美佳、里見哲朗、田中聪、吉泽隆、盛谷尚也、酒井大
- 动画制作人 - 竹内宏影
- 动画制作 - Ordet
- 作品协助 - 宮城县
- 製作 - Wake Up, Girls!2制作委员会

### うぇいくあっぷがーるZOO！ 宮城PRでGO！制作人员
- 原作 - Green Leaves
- 原案・脚本 - 山本宽
- 监督・脚本 - 森井 健史郎
- 分镜・演出 - 宮嶋星矢、衣谷ソーシ
- 人物设定 - 宮嶋星矢
- 編集 - W-toon Studio
- 音响监督 - 菊田浩巳
- 音乐 - MONACA、立山秋航
- 音乐制作人 - 村上貴志
- 音乐制作 - DIVE II entertainment
- 制作人 - 田中宏幸、矢崎清志、菅沢正浩、清水美佳、里見哲朗、田中聪、吉泽隆、盛谷尚也、酒井大
- 动画制作人 - 竹内宏影
- 动画制作 - Ordet×W-toon Studio
- 作品协助 - 宮城县
- 製作 - ［うぇいくあっぷがーるZOO!］制作委员会

## 舞台剧

### 舞台剧『Wake Up, Girls! 青叶的记录』
于2017年1月19日至2017年1月22日在AiiA 2.5Theater Tokyo上演。剧本待田堂子，舞台演出柿ノ木タケヲ。WUG全员及「I-1」岩崎志保的声优大坪由佳在剧中饰演动画内同名角色。2017年5月26日发售Blu-ray。舞台剧剧情以剧场版「Wake Up, Girls!七位偶像」为基础改编。
Wake Up, Girls!以外演员列表 
I-1club
- 岩崎志保 - 大坪由佳
- 近藤麻衣 - 小山梨奈
- 吉川爱 - 岩田華怜
- 相泽菜野花 - 水原ゆき
- 铃木萌歌 - 山下夏生
- 铃木玲奈 - 立花玲奈
- 小早川蒂娜 - 日下部美愛

Green Leaves・Entertainment
- 松田耕平 - 一内侑
- 丹下順子 - 田中良子

大田組
- 浅津正樹 - 鈴木ハルニ[25]
- 大田邦良 - 増留壮一朗[26]
- 城本一 - 本間健大[27]

### 舞台剧『Wake Up, Girls! 青叶的轨迹』
2018年4月13日官方宣布新舞台剧于2018年6月6日至6月10日在草月Hall上演。剧本待田堂子，总合演出松多壱岱，舞台演出萩原成哉。5月23日于官网上公开舞台剧视觉图及副标题『青叶的轨迹 』，同时公布了各演员的定妆照及各种情报。 2018年11月27日发售BD。剧情为『Wake Up, Girls! 青叶的记录』之后的故事，以天才制作人早坂相登场开始的原创剧情。演员阵容除上一部『Wake Up, Girls! 青叶的记录』的外，新增部分角色，部分演员亦有变动：
I-1club
- 高科里佳 - 松田彩希
- 近藤麻衣 - 松村芽久未
- 吉川爱 - 持田千妃来
- 相泽菜野花 - 堀越せな

Twinkle
- 安娜 - 栗生みな
- 卡莉娜 - 舞川みやこ

独立制作人
- 早坂相 - 福山聖二

## 多媒体（关联产品）

### 漫画
4格漫画
2013年11月号至2014年6月号在『メガミマガジン』上连载。作者しろ。刊登内容收录在「Wake Up, Girls! COMPLETE BOOK『WUGpedia』」内。
ワクワク4コマ
2013年11月号至2014年4月号在『アニメディア』上连载。作者水知せり。每期介绍作品内2-3人的设定。每月刊登2本。刊登内容收录在「Wake Up, Girls! COMPLETE BOOK『WUGpedia』」内。
4格漫画（无标题）
2013年10月号至2014年6月号在『アニメディア』上连载。作者はんざわかおり。无特定标题、仅用副标题连载。主要介绍角色声优的4格漫画。每月刊登2本。刊登内容收录在「Wake Up, Girls! COMPLETE BOOK『WUGpedia』」内。
剧场版「Wake Up, Girls! 七位偶像」
由NORA COMICS发售。原作Green Leaves、作画緋呂河とも。剧场版「Wake Up, Girls! 七位偶像」的漫画化作品。补充了动画中没有描写的部分。全1卷。
- 2014年3月28日发售、ISBN 978-4-05-607117-7

リトルチャレンジャー Wake Up, Girls! -side I-1 club-
2014年5月号至2015年5月号在『メガミマガジン』上连载。全13話。原案山本宽、分镜原案为担任动画系列构成脚本的待田堂子、漫画U.G.E。以I-1club的角度描写续·剧场版后篇『Beyond the Bottom』的剧情。主人公为I-1club 5期生高科里佳。揭露了动画世界中I-1club不为人知的一面。目前仅1-6话发行了单行本。
1. 2014年9月29日发售、ISBN 978-4-05-607125-2

Wake Up, Girls!
『月刊Comp Ace』 2015年7月号开始连载。作画カガケント、原作Green Leaves。漫画剧情从电视动画第2话终盘开始讲述。2016年1月号宣布休载。已发售单行本1卷。
1. 2015年12月26日初版发行、ISBN 978-4-04-103770-6

Wake Up,Girls！Leaders
2017年7月18日于『CHAMPION CROSS』开始连载。作画柏木香乃、原作・监修Green Leaves。故事从剧场版「Wake Up, Girls! 七位偶像」以WUG的队长七瀬佳乃与副队长菊間夏夜的角度开始讲述。另外也增加了许多动画版、小说版内没有的设定。2017年12月已发行1卷。
1. 2017年12月8日发售、ISBN 978-4-253-25264-5

Wake Up, Girls! Eternal Senses
2017年7月30日至10月27日于『コミッククリア』上连载。作画GUNP、原作・监修Green Leaves 。描写续·剧场版到动画『新章』之间的故事。

### 小说
小说Wake Up, Girls! 各自的身姿
学研パブリッシング发售。作者为担任动画系列构成脚本的待田堂子、插图U.G.E。内容包括剧场版「Wake Up, Girls! 七位偶像」发生前及电视动画结局后的故事。并刊登了WUG成员的详细经历。
- 2014年4月15日发售 ISBN 978-4-05-405989-4

#### 音频小说
小说朗读版，2015年6月3日于『Febe!』上开始以小说章节形式分开发售。另外收录各章节声优的评论音频。在动画专门店内亦有贩卖下载卡。全内容购买特典是『各自的身姿 after story』。脚本由松田恵里子担当。此外在动画中没有进行配音的角色也进行了新配音（例：实波之父：堀総士郎、实波之母：森千晃、实波之妹：桑原由气、佳乃之妹：空見ゆき、真夢之父：中村大树、菜菜美之母：神田みか、菜菜美的姑妈：たなか久美、暁彗：夜桜音音）。

### FanBook
Wake Up, Girls! Official Guide Book
2014年1月9日发售。ISBN 978-4-05-610331-1。收录到本书发售为止的版权绘及剧中人物相关图、Wake Up, Girls!和I-1club成员和周遭人物的个人资料。各声优本人的资料、从参加选拔到动画播放期间的活动、监督山本宽、剧本家待田堂子、负责主题曲的神前暁等工作人员的访谈也包含在内。另外还刊登了作为作品舞台的仙台市名胜、特产和关联商品介绍。特典包括漫画版的『剧场版Wake Up, Girls! 七位偶像』预览版、声优本人海报、手机游戏『Wake Up, Girls! 舞台天使』特典卡。
Wake Up, Girls! 舞台天使 The Illustrations
2014年6月10日发售。ISBN 978-4-05-406022-7。是社交游戏Wake Up, Girls! 舞台天使的画集，记录了电视动画及游戏原创等各种人物共69人的详细资料，部分游戏原创人物的声优也收录在内。书中结尾刊登了动画人物设定的近岡直与Wake Up, Girls! 舞台天使的主要插画家小島大和的谈话、游戏制作人员座谈会，Wake Up, Girls! 的声优田中美海、青山吉能、高木美佑的座谈会。特典是游戏原创人物大石陽奈的下载码。
Wake Up, Girls! COMPLETE BOOK『WUGpedia』
2014年7月15日发售。ISBN 978-4-05-406056-2。包含角色解说、制作委员会各成员、作词家、音乐制作人和宫城县有关人士等共70人以上的访谈内容。乐曲解说、剧场版及电视动画各话解说及故事年表、各话评论、分镜内容等也一同收录。此外还包含监督、剧本、制作人三方对各话的评论及解说词、人物设定、美术设定及刊登在其他媒体上的四格漫画、仙台当地的介绍和Wake Up, Girls!的关联商品内容。
Wake Up, Girls! Visual Collection
2014年9月22日发售。ISBN 978-4-05-406146-0。包含动画版Wake Up,Girls!大部分的版权绘和声优照片。另外包含两张『Wake Up,Girls!』的入浴海报。

### 遊戲
Wake Up, Girls! 舞台天使
作為動畫的先驅發行，2013年12月於gloops配信。並於2014年12月15日終止營運。游戏内出现超过40名动画中未出现的角色，部分游戏原创角色包含角色配音。登场人物分为COOL、PRETTY、SUNNY三种属性，每种属性都会有各自擅长的能力值。

#### 登場角色
粗体字为原作角色，其他为游戏原创角色。
PRETTY
- 林田蓝里（声 - 永野愛理）
- 岡本未夕（声 - 高木美佑）
- 吉川愛（声 - 津田美波）
- 鈴木玲奈（声 - 明坂聡美）
- 大石陽菜（声 - 洲崎綾）
- 二宮仁美（声 - 小岩井小鸟）
- 白川美桜（声 - 佐倉綾音）
- 柚沢栞（声 - 野水伊織）
- 廣澤由香里
- 水嶋まりや
- 西山結香
- 谷川杏南
- 疋田朱里
- 鹿谷絢
- 桃瀬萌乃
- 松原春奈
- 坂井ゆき
- 安西里菜
- 篠崎麗華
- 杉原茉莉花
- 杉原さくら
- 御子柴ひまり
- 三井花凛

SUNNY
- 片山实波（声 - 田中美海）
- 久海菜菜美（声 - 山下七海）
- 岩崎志保（声 - 大坪由佳）
- 相沢菜野花（声 - 福原香織）
- 鈴木萌歌（声 - 山本希望）
- 桜井千明（声 - 鹿野優以）
- 金城桃花（声 - 麻倉桃）
- 森崎つばさ（声 - 東山奈央）
- 塚野真理（声 - 伊藤加奈惠）
- 小泉璃乃（声 - 斎藤千和）
- 立石碧香（声 - 赤﨑千夏）
- 一ノ瀬咲
- 比嘉翠
- 矢貫茜
- 椎名なぎさ
- 滝沢奈緒
- 芦埜瑞葉
- 穂坂裕美
- 三上彩夏
- 竹花奈津子
- 松本クララ
- 梅垣梓
- 西野歩

COOL
- 岛田真夢（声 - 吉岡茉祐）
- 七瀬佳乃（声 - 青山吉能）
- 菊間夏夜（声 - 奥野香耶）
- 近藤麻衣（声 - 加藤英美里）
- 小早川蒂娜（声 - 安野希世乃）
- 八神涼華（声 - 大橋彩香）
- 真木絵梨香（声 - 早見沙織）
- 入谷七夜（声 - 日高里菜）
- 野々村亜衣（声 - 井口裕香）
- 八木愛子
- 高崎すみれ
- 加賀美清楓
- 国仲友香
- 春原理恵
- 早坂夏希
- 藤ヶ谷玲奈
- 倉本留美
- 磯貝千紘
- 眞田弥生
- 本多麻衣子
- 榊遙佳
- 橘梨央
- 仲田アリカ

Wake Up, Girls! 拼图天使
由AltPlus于2015年5月宣布开发的益智类手机游戏，同年9月开放试玩版和事前注册，但历经两年仍未正式上线。于2017年宣布终止开发。
Wake Up, Girls! 新星天使
由乐天游戏于2018年5月11日公开的一款HTML5标准的PC/手机网页游戏，以动画「Wake Up, Girls! 新章」为基础进行开发，同时开启了事前注册。2018年8月20日正式上线运营。游戏初期不限制IP登录地址，22日早上开始仅限日本IP登录，非日本IP会显示“该游戏在你的国家不受支持”。已于2019年7月9日终止服务。

### CD
剧场版Wake Up,Girls!七位偶像的主题曲是作为Blu-ray版特典收录，并未单独发行CD。

#### 单曲
| 发售日         | 标题                                            | 規格编号     | 規格编号   |
| 发售日         | 标题                                            | CD+DVD       | CD         |
| -------------- | ----------------------------------------------- | ------------ | ---------- |
| 2014年2月26日  | 7 Girls War                                     | AVCA-74092/B | AVCA-74093 |
| 2014年2月26日  | 言の葉 青葉                                     | AVCA-74094/B | AVCA-74095 |
| 2014年3月26日  | リトル・チャレンジャー                          | AVCA-74099/B | AVCA-74100 |
| 2014年4月23日  | 極上スマイル                                    | AVCA-74101/B | AVCA-74102 |
| 2014年9月3日   | Character song series 岛田真夢                  | -            | AVCA-74521 |
| 2014年9月3日   | Character song series 岡本未夕                  | -            | AVCA-74522 |
| 2014年10月1日  | Character song series 片山实波                  | -            | AVCA-74523 |
| 2014年10月1日  | Character song series 林田蓝里                  | -            | AVCA-74524 |
| 2014年11月5日  | Character song series 久海菜菜美                | -            | AVCA-74525 |
| 2014年11月5日  | Character song series 菊間夏夜                  | -            | AVCA-74526 |
| 2014年12月3日  | Character song series 七瀬佳乃                  | -            | AVCA-74527 |
| 2015年8月26日  | 少女交響曲                                      | EYCA-10554/B | EYCA-10555 |
| 2015年11月11日 | 運命の女神 （I-1 club TeamS）                   | －           | EYCA-10568 |
| 2015年11月11日 | 運命の女神 （I-1 club TeamM）                   | －           | EYCA-10569 |
| 2015年12月9日  | Beyond the Bottom                               | EYCA-10571/B | EYCA-10572 |
| 2016年1月13日  | レザレクション/止まらない未来                   | －           | EYCA-10570 |
| 2016年9月28日  | Wake Up,Girls!Character song series2 岛田真夢   | －           | EYCA-11131 |
| 2016年9月28日  | Wake Up,Girls!Character song series2 岡本未夕   | －           | EYCA-11132 |
| 2016年9月28日  | Wake Up,Girls!Character song series2 片山实波   | －           | EYCA-11133 |
| 2016年9月28日  | Wake Up,Girls!Character song series2 林田蓝里   | －           | EYCA-11134 |
| 2016年9月28日  | Wake Up,Girls!Character song series2 久海菜菜美 | －           | EYCA-11135 |
| 2016年9月28日  | Wake Up,Girls!Character song series2 菊間夏夜   | －           | EYCA-11136 |
| 2016年9月28日  | Wake Up,Girls!Character song series2 七瀬佳乃   | －           | EYCA-11137 |
| 2016年11月25日 | 僕らのフロンティア                              | EYCA-11145/B | EYCA-11145 |
| 2017年5月24日  | 恋?で愛?で暴君です!                             | EYCA-11382/B | EYCA-11382 |
| 2017年11月29日 | 7 Senses                                        | EYCA-11598/B | EYCA-11598 |
| 2017年11月29日 | 雫の冠                                          | EYCA-11600/B | EYCA-11600 |
| 2017年12月20日 | Wake Up,Girls!Character song series３ 岛田真夢  | －           | EYCA-11681 |
| 2017年12月20日 | Wake Up,Girls!Character song series3 岡本未夕   | －           | EYCA-11682 |
| 2017年12月20日 | Wake Up,Girls!Character song series3 片山实波   | －           | EYCA-11683 |
| 2017年12月20日 | Wake Up,Girls!Character song series3 林田蓝里   | －           | EYCA-11684 |
| 2017年12月20日 | Wake Up,Girls!Character song series3 久海菜菜美 | －           | EYCA-11685 |
| 2017年12月20日 | Wake Up,Girls!Character song series3 菊間夏夜   | －           | EYCA-11686 |
| 2017年12月20日 | Wake Up,Girls!Character song series3 七瀬佳乃   | －           | EYCA-11687 |
| 2018年2月28日  | スキノスキル                                    | EYCA-11832/B | EYCA-11832 |

#### 专辑
| 发售日        | 标题            | 規格编号         | 規格编号       |
| 发售日        | 标题            | CD+Blu-ray       | CD             |
| ------------- | --------------- | ---------------- | -------------- |
| 2015年3月18日 | Wake Up, Best!  | EYCA-10286 - 7/B | EYCA-10288 - 9 |
| 2016年3月25日 | Wake Up, Best!2 | EYCA-10770 - 1/B | EYCA-10772 - 3 |
| 2018年3月28日 | Wake Up, Best!3 | EYCA-11695/6/B   | EYCA-11695/6   |

### BD
剧场版 七位偶像
初回限定版的封入特典为剧场版主题曲CD「タチアガレ！」，另外包含录音时吉冈茉祐使用的复制剧本、特制小册子、SNS游戏限定序列号。与初回限定版同时发售的剧场限定版除了上述特典外、还增加剧场版主题曲『タチアガレ！』的6人版本CD和角色的亲笔签名版。剧场限定版仅限使用在剧场中抽选的序号购买。
TV版
全6卷。仅第一卷初回特典包含Wake Up, Girls!1st LiveTour「素人臭くてごめんね！」优先申请券，其余各卷初回特典包含复制版的配音剧本（第1卷吉岡茉祐、第2卷高木美佑、第3卷田中美海、第4卷永野愛理、第5卷奥野香耶、第6卷青山吉能）；内容为SNS游戏『Wake Up, Girls! 舞台天使』 限定序列号、收录集数内容解说、人物设定、声优访谈和活动的特制小册子，还有动画插入曲CD（第2卷）、Drama CD等；映像特典为舞蹈教学动画『Wake Up, Dance!』（剧场版・第1卷タチアガレ!、第2・3卷7 Girls War、第4・5卷言の葉青葉）、还有介绍BD封面角色声优的影像『Wake Up, Introduction!』。
続・劇場版
「青春之影」「Beyond the bottom」全2卷。均有剧场限定版，比初回限定版早一个月发售。剧场限定版附赠Drama CD和特典CD。
| 卷數                     | 发售日期          | 收录集数                                   | 規格編號        |
| Wake Up, Girls!          | Wake Up, Girls!   | Wake Up, Girls!                            | Wake Up, Girls! |
| ------------------------ | ----------------- | ------------------------------------------ | --------------- |
| 劇場版                   | 2014年2月28日     | 七位偶像                                   | AVXA-74098/B    |
| 1                        | 2014年3月28日     | 第1話－第2話                               | AVXA-74103/B    |
| 2                        | 2014年5月16日     | 第3話－第4話                               | AVXA-74104/B    |
| 3                        | 2014年5月23日     | 第5話－第6話                               | AVXA-74105/B    |
| 4                        | 2014年6月27日     | 第7話－第8話                               | AVXA-74106/B    |
| 5                        | 2014年7月25日     | 第9話－第10話                              | AVXA-74107/B    |
| 6                        | 2014年8月22日     | 第11話－第12話                             | AVXA-74108/B    |
|                          |                   |                                            |                 |
|                          | 2015年7月31日     | 全10話                                     | EYXA-10508      |
| 续·剧场版Wake Up, Girls! |                   |                                            |                 |
| 前篇                     | 2015年10月30日    | 青春之影                                   | EYXA-10556/B    |
| 後篇                     | 2016年1月29日     | Beyond the Bottom                          | EYXA-10559/B    |
| Wake Up, Girls! 新章     |                   |                                            |                 |
| 1                        | 2017年12月27日    | 第1話 Wake Up, Girls!Festa.2016 SUPER LIVE | EYXA-11688      |
| 2                        | 2018年3月30日     | 第2話 - 第3話                              | EYXA-11689      |
| 3                        | 2018年4月27日     | 第4話 - 第5話                              | EYXA-11690      |
| 4                        | 2018年5月25日予定 | 第6話 - 第7話                              | EYXA-11691      |
| 5                        | 2018年6月29日予定 | 第8話 - 第9話                              | EYXA-11692      |
| 6                        | 2018年7月27日予定 | 第10話 - 第11話                            | EYXA-11693      |
| 7                        | 2018年8月31日予定 | 第12話 Wake Up, Girls!Festa.2017 TRINITY   | EYXA-11694      |

## 相关节目

### Wake Up, Girls! 山本寛アワー ワグっていいとも！
2013年11月到2014年3月期间不定期在niconico直播上播出的真人节目。共5回。由Wake Up, Girls!成员负责主持，I-1的成员也会偶尔出场客串。介绍电视动画及剧场版情报、路演活动和周边商品等内容的真人节目。虽然名为「山本寛アワー」、但山本宽并不会出演。

### Wake Up, Radio!
2014年5月12日到2015年12月11日期间播放的清谈电台节目。节目由Wake Up, Girls!的其中三名成员主持，每周替换一次。在niconico频道的超!Animedia上发布。
本来仅仅是作为2013年秋冬开始举办共计4场的路演活动上的虚拟企划，在2014年4月27日举行的「Wake Up, Girls!FESTA. イベント、やらせてください!」上以『帰ってきたWake Up, Radio（仮）』的名字再次开展时宣布正式成为常规节目。
首先在2014年5月11日在niconico直播上播放特别节目「Wake Up, Radio! ＜生＞ラジオ配信開始直前スペシャル」，于次日5月12日开始每日中午更新一集（周末除外）。每集约10分钟，原则上由Wake Up, Girls!的其中两名成员搭档主持，每周替换。
2014年10月10日的第101集开始扩展为约30分钟的节目，每周周五中午播放新一集。主持人变成三人一组的形式。
另外每月1次会在niconico直播上以「Wake Up, Radio！（生）」为标题放送真人节目。
第1集到第5集及最新一集采取免费收听的方式，其他集数需要购买超!Animedia的会员方可收看。
2015年12月11日播放162集后宣布播放结束。

### Wake Up, Girls!のオールナイトニッポンモバイル
由Wake Up, Girls!其中一名成员交替主持的电台清谈节目。于日本放送电台上播放。
于2014年11月19日开始以「目指せ幕張！決起集会ラジオ」为题开展的宣传活动，主要目的是宣传同年12月14日在幕张举行的「Wake Up, Girls！Festa.2014 Winter 〜Wake Up, Girls！VS I-1club〜」，当时共播放8集，仅第0集是7名成员同时登场。第1集开始每集分为前篇和后篇，后篇部分为有偿内容，需付费购买。
在幕张的活动上宣布自2014年12月24日开始本节目将继续播放，成为常规节目。2016年3月2日播放结束。

### Wake Up, Girls!のオールナイトスッポン
以『Wake Up, Girls!のオールナイトニッポンモバイル』为基础的改版电台节目，2016年4月1日于9129Suppon放送和Radital上开始播放。每周五10点更新，由Wake Up, Girls!其中一名成员交替主持。Radital服务停止后改为在SoundCloud上发布。2017年8月25日播放结束。

### Wake Up, Girls!のがんばっぺレディオ！
2016年4月8日开始在音泉和HiBiKi Radio Station上播放的网络电台节目。每周五更新，主持人每月更换一次，嘉宾每集2名，每2集更换一次。2018年6月15日组合宣布于2019年3月解散后，改为不定期播出。2018年8月31日恢复播放，出演人员变成2名，每集更换。

## 相关事件
- 本作是一部為應援在2011年東日本大地震中受災的東北地區的作品。擔任主演的7位偶像聲優候補將選用來自avex和81produce的新人[33]。
- 作品監督山本寬在2014年1月12日角川新宿劇場舉辦的作品見面會上，對於作品中出現的種種問題表示 “是我水準不夠，全部都是我的責任”，“今後一定會做出補救的”。並在三日後，在推特上發文，希望能招募義工幫助工作室度過難關[14][34]。
- 有觀眾投訴動畫中7位偶像穿著校服跳舞卻有露出內褲的畫面，認為不妥。動畫的第三集之後更换了主題曲畫面。

## 外部連結
- 電視動畫《Wake Up, Girls!》官方網站 （页面存档备份，存于） （日語）
- 電視動畫《Wake Up, Girls！新章！》官方網站 （页面存档备份，存于） （日語）
- 電視動畫《Wake Up, Girls！》東京電視台官網 （页面存档备份，存于） （日語）
- 電視動畫《Wake Up, Girls！新章！》東京電視台官網 （页面存档备份，存于） （日語）
- 電視動畫《Wake Up, Girls！新章！》公式的X（前Twitter） （日語）
- 《Wake Up, Girls!》官方入口網站 （页面存档备份，存于） （日語）
- 《Wake Up, Girls!》續·劇場版官方網站 （页面存档备份，存于） （日語）
- うぇいくあっぷがーるZOO！官方網站 （页面存档备份，存于） （日語）
- 舞台「Wake Up, Girls！ 青葉的記錄」公式官網 （页面存档备份，存于） （日語）
- 《Wake Up, Girls！》官方部落格 （页面存档备份，存于） （日語）